# Susan Player
Pour les articles homonymes, voir Player.
Susan Player, née le 11 octobre 1954 à Los Angeles (Californie) et morte le 31 janvier 2019 dans la même ville, est une actrice américaine.

## Biographie
Elle a fait ses débuts dans le film de science-fiction érotique L'Invasion des femmes abeilles (1973), et est surtout connue pour son rôle principal dans le film L'Initiatrice (1974). Elle a ensuite joué dans Lâche-moi les baskets (1976).
En 1977, elle épouse le chanteur Al Jarreau, dont elle a un fils, Ryan.
Elle est décédée le 31 janvier 2019.

## Filmographie
- 1973 : L'Invasion des femmes abeilles (The Invasion of the Bee Girls) de Denis Sanders
- 1974 : L'Initiatrice (Cugini carnali) de Sergio Martino
- 1975 : Les Adolescentes (Las adolescentes) de Pedro Masó
- 1976 : Lâche-moi les baskets (The Pom Pom Girls) de Joseph Ruben
- 1978 : Touche pas à mes tennis (en) (Malibu Beach) de Robert J. Rosenthal